# Herman de By
Herman de By (ur. 16 lutego 1873 w Rotterdamie, zm. 24 lutego 1961 tamże) – holenderski pływak, uczestnik Letnich Igrzysk 1900 w Paryżu.
Startował w konkurencji pływackiej na dystansie 200 metrów stylem dowolnym, lecz odpadł w eliminacjach.
Planował wystartować na igrzyskach w 1908 jako bokser, lecz przeszkodziła w tym kontuzja nadgarstka. Trzecim uprawianym przez niego sportem było wioślarstwo, które trenował do końca jego życia.